# Гідрат метану

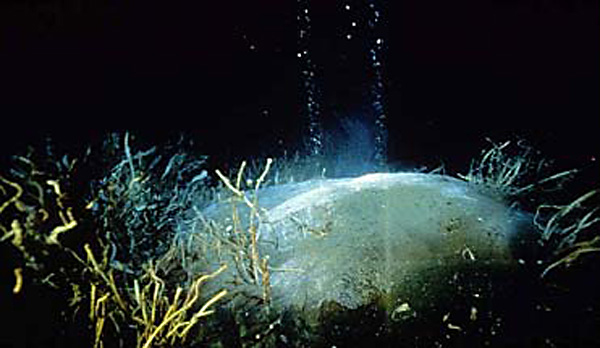
Брила гідрату метану на дні моря

Гідрат метану — скупчення метану у формі його гідратів в океанах, морях і на суші.

## Ресурси

Розповсюдження в морях

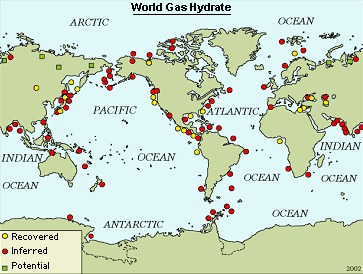
Розповсюдження в морях і на континентах

Розвіданість ресурсів гідратів метану на межі ХХ–XXI ст. ще досить фрагментарна. Так, за підрахунками геологів США, запаси газових гідратів з імовірністю 65 % складають в прилеглих до цієї країни акваторіях 5663,4 трлн м³. Карта прогнозного розташування покладів газогідратів поблизу берегів США подана на рис. При щорічному споживанні менше 0,7 трлн м³ природного газу в цій країні таких запасів вистачить на багато сотень років.
Ресурси метану в газогідратах оцінюються до 85 % від всіх світових ресурсів природного газу. За іншими даними ресурси газогідратів суттєво більші. Точний розподіл покладів газогідратних промислових скупчень досі не встановлений. Це пов'язано з тим, що фізичні властивості океанічних гідратів метану вивчені недостатньо, як і їх генезис. Припускають, що значна його частина має біогенне походження. Метан нагромаджується в морях і океанах зі швидкістю 10 кілотонн на рік. Гідрат метану містить метан і воду в пропорції 1:5,75. При розкладанні однієї одиниці об'єму гідрату метану утворюється 150 об'ємних одиниць метану і 0,85 одиниць води. Метан у молекулярній структурі гідрату перебуває у вигляді твердих включень (крупинок), тому він не може переміщатися і утворювати великі поклади. Родовища гідратів метану зустрічаються у вигляді розсіяних крупинок або тонких пластів (від 5 до 105 см). Джерелом утворення гідратів метану є біогенний, так званий «вільний газ», що знаходиться під їхніми покладами. Ще одним джерелом можуть бути розпечені гази вулканічного походження, що знаходяться на великій глибині. Поклади гідратів метану і супутнього їм «вільного газу» утворюються у відкладах морського дна до глибини 1,5 км. При цьому найперспективніші для промислової розробки глибини 200–800 м нижче за рівень морського дна.
Світові запаси морських гідратів переважно приурочені до донних і піддонних покладів невеликої глибини залягання, оскільки вони характерні для материкових і острівних схилів до підніжжя і глибин внутрішніх і окраїнних морів.
На суші в Канаді (дельта річки Макензі в північно-західній частині) у 1998 році пробурена свердловина, де на глибинах 819–1111 м виявлений пласт гідратів метану потужністю 110 м. Ця свердловина уперше виявила гідрати метану і супутній їм «вільний газ» на глибині нижче рівня вічної мерзлоти. Роботи в цьому напрямку проводять також США, Японія, Росія. На шельфі Японії виявлені газогідратні родовища із запасами в 130 разів більшими від щорічного споживання цією країною газу. У Росії проблему розробляє «Газпром».

### Запаси в Україні
В Україні Чорне море багате на газогідратні поклади (до 65–70 трлн м³), а в районі глибоководної Кримської частини моря запаси газогідратних родовищ складають понад 20 трлн м³. Зокрема, прогнозуються великі запаси гідрату метану в палеодельті Дніпра.
Експериментальні роботи з газогідратами в нашій країні тривають вже 30 років (Одеська «Академія холоду»). Тут розроблена технологія добування метану з газогідратів. Розроблено інноваційний проєкт «Метан — з газогідратів Чорного моря». Його реалізація тільки на одному газодобувному комплексі може дати Україні метану до 1 млрд м³ на рік або 1680 т рідкого метану на добу, а також чисту талу (без дейтерію) питну воду — 22 000 т на добу. Вартість проєкту — 150 млн доларів, повернення кредиту — через 1–2 роки. Чистий прибуток — 148 млн доларів на рік.
Спільні експедиції українських та німецьких науковців з метою визначення перспектив видобутку природного газу з газогідратів на українському шельфі Чорного моря було започатковано у травні 2010 р. Протягом двох місяців на борту сучасного німецького наукового судна Maria S. Merian перспективи видобутку газогідратів досліджували вчені Інституту біології південних морів НАН України та фахівці бременського науково-дослідницького Центру екології моря MARUM. У 2010 р. німецько-українська експедиція виявила запаси газогідратів неподалік від Севастополя.
У жовтні 2011 року було досягнуто домовленість між фахівцями Інституту екології Балтійського моря (м. Варнемюнде, Німеччина) та Інституту біології південних морів НАН України (м. Севастополь) щодо продовження досліджень проблематики, пов'язаної з видобутком газогідратів. Згідно з укладеною угодою, у 2012—2013 роках було заплановано 4 спільні експедиції.
В результаті геофізичних досліджень на схилі північно-західного шельфу Чорного моря (акваторія палеодельти Дніпра) встановлені розмір і потужність газогідратонасичених донних відкладень, запропоновано місце розташування першої дослідно-промислової свердловини [Коболєв, Верпаховська, 2014].

## Практика і технології видобування
Див. також Історія видобування газогідратів як вуглеводневої сировини, Способи розробки морських газогідратів.

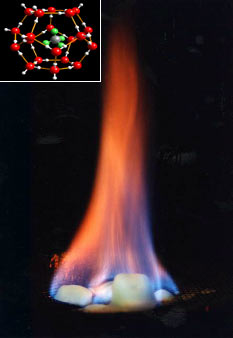
«Горючий лід». Метан у вигляді газових гідратів

Розробка технологій видобутку метану з гідратів на сьогодні включає такі методи: термічний вплив, зниження тиску, і закачування інгібіторів гідратоутворення. Механічний метод видобування гідратів і підняття їх на поверхню визнано нерентабельним.
В березні 2013 Японська національна корпорація нафти, газу і металів (Japan Oil, Gas and Metals National Corporation; JOGMEC) заявила про успішне отримання природного газу з гідрату метану з морського дна. Японці пробурили 270 м в товщі осадових порід, після чого вдалося досягти 60-метрового шару метангідратів, до якого було підведено знижений тиск. Видобуто 20 000 м³ метану.
Крім того, японська компанія Mitsui реалізувала пілотний проєкт постачання гідратним газом (1000 ст.куб.м / день) невеликої газотурбінної електростанції потужністю 280 кВт.
Програма уряду США:
- 2000 р. — Акт про НДР в дослідженні гідратів (2001–2005 — $47,5 млн )
- 2008 р. — угода про співпрацю з Індією, Кореєю і Японією. Організації: U.S. Department of Energy (DOE); National Energy Technology Laboratory (NETL); U.S. Geological Survey (USGS)

У 2017 р. Геологічна служба Міністерства земельних і природних ресурсів Китаю повідомила, що експеримент з видобутку газових гідратів з родовища на дні Південно-Китайського моря закінчився «повним успіхом». Розробка родовища газових гідратів почалася 10 травня 2017 р. За перші 8 днів з родовища, розташованого на глибині понад 1200 м від поверхні моря і ще близько 200 м від поверхні дна, було отримано понад 120 тис. м³ газу з вмістом метану до 99,5 %.
У 2019 р. шотландські дослідники (Університет Херіота-Уатта, Единбург, Шотландія) запропонували і апробували новий метод видобутку метану з газогідратних скупчень у вічній мерзлоті за допомогою закачування туди димового газу. При цьому вдалося не просто добути метан, а замістити один гідрат іншим, що дає змогу зберегти практично незмінними геомеханічні властивості масиву. Інша технологія передбачає витіснення метану з гідратів діоксидом вуглецю